# Układ CSRS-RFN
Układ CSRS-RFN – układ między Czechosłowacką Republiką Socjalistyczną a Republiką Federalną Niemiec o wzajemnych stosunkach, podpisany 11 grudnia 1973 w Pradze, wszedł w życie 19 lutego 1974.
Był ostatnim z układów normalizacyjnych, które państwa Europy Wschodniej w pierwszej połowie lat 70. podpisały z RFN. Uregulował między CSRS a RFN kwestie obywatelstwa, odszkodowań i ścigania zbrodni wojennych. W sprawie wspólnej granicy oba państwa potwierdziły jej nienaruszalność i oświadczyły, że nie wnoszą wobec siebie żadnych roszczeń terytorialnych zarówno teraz, jak i w przyszłości. Układ unieważnił prawne i polityczne skutki układu monachijskiego z 30 września 1938.
Potwierdzony przez układ podpisany w Pradze z 27 lutego 1992 r.